# Yesenia (película)
Yesenia es una película dramática mexicana de 1971 dirigida por Alfredo B. Crevenna y protagonizada por Jacqueline Andere, Jorge Lavat, Irma Lozano, Juan Gallardo, Óscar Morelli y Pilar Sen.

## Sinopsis
Yesenia es una hermosa mujer blanca criada entre los gitanos. Su abuelo para evitar la vergüenza de la deshonra de su hija se la  entrega a una mujer gitana que la crio como a su propia nieta, y ella se la entrega a su hija, por lo que Yesenia siempre pensó que se trataba de su abuela y su madre legítimas. Sin embargo, varios giros inesperados en la historia empiezan a revelar poco a poco la verdad oculta de su origen.

## Reparto
- Jacqueline Andere - Yesenia
- Jorge Lavat - Osvaldo
- Irma Lozano - Luisa
- Juan Gallardo - Bardo
- Óscar Morelli - Jacobo
- Pilar Sen - Amparo
- Isabela Corona - Magenta
- Claudia Martell - Orlenda
- Alicia Rodríguez - Marisela
- Augusto Benedico - Julio
- Víctor Alcocer - Patriarca
- José Baviera
- Rosa Furman - Trifenia
- María Wagner
- Fernando Soler - Luis